# 唐貞陵
貞陵为唐十八陵之一，为唐宣宗李忱墓。位于咸阳市泾阳县西北30公里仲山。
大中十三年（859年）八月，唐宣宗驾崩，葬在貞陵。因山为陵，陵区周围六十公里。面积近于唐昭陵，原有石刻和唐丰陵相同，现存石马二对、石人13尊，华表、翼马、朱雀各一对。均已残破。陪葬墓史无记载，为元昭皇后墓为唐庆陵。